# 陳志全
陳志全（英語：Raymond Chan Chi-chuen，1972年4月16日—），香港民主派政治人物，前人民力量黨主席，前香港立法會新界東選區地區直選議員。在擔任議員期間，他是香港立法會及東亞地區首位公開的男同性戀議員。2021年1月6日因早前參與立法會民主派初選涉嫌違犯中華人民共和國香港特別行政區維護國家安全法而被捕，2月底被拒保釋一直還押至9月中才獲准保釋。

## 經歷

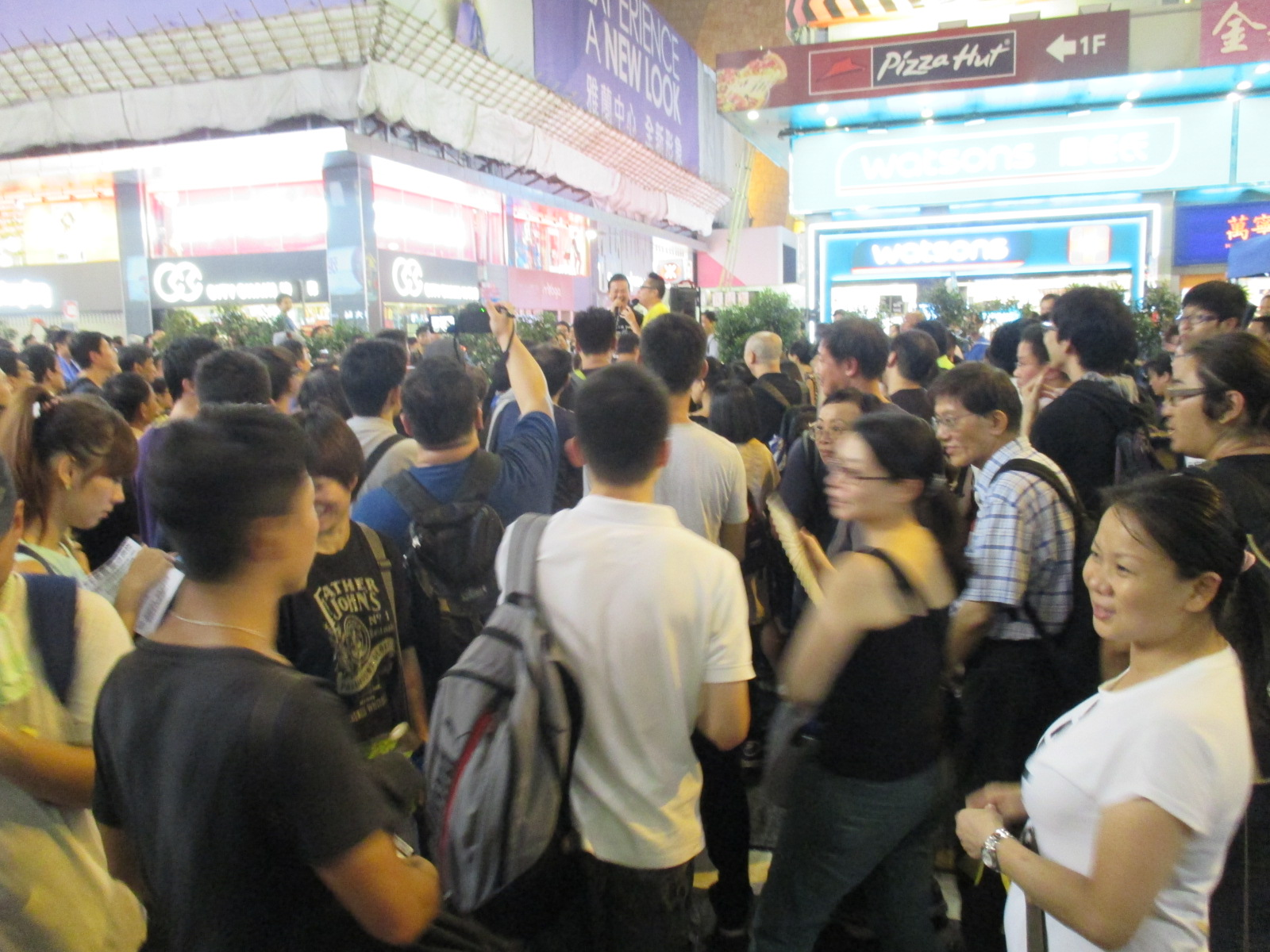
2014年9月30號晚上，快必譚得志、慢必陳志全在旺角佔領區開mic，萬人空巷。

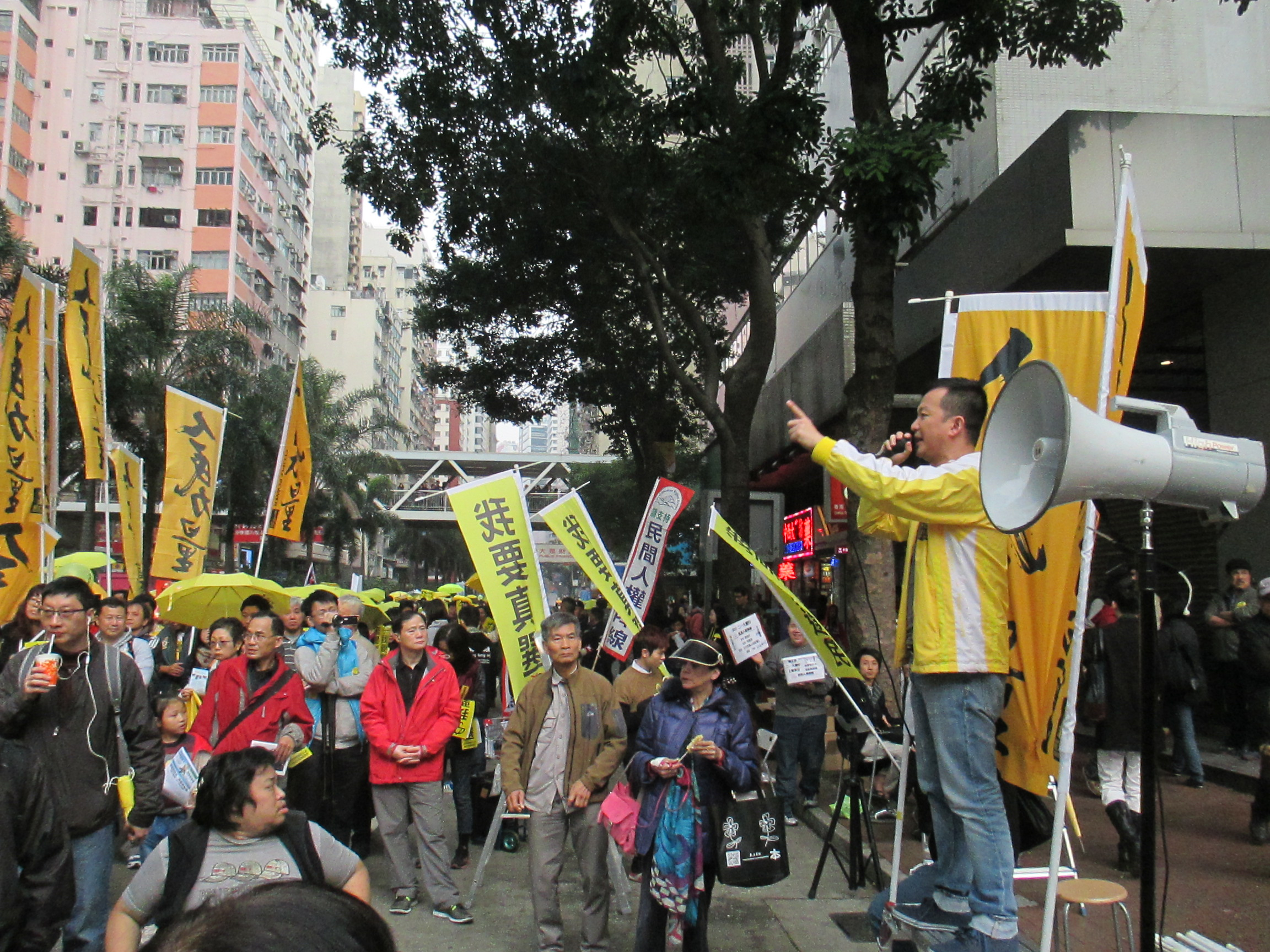
慢必陳志全議員在灣仔修頓人民力量街站演講。2015年2月1日元旦遊行

陳志全在香港出生，籍貫廣東番禺，香港電視及電台節目主持、前香港人網（已結業）行政總裁。
陳志全於在1984年和1989年畢業於香港慈幼學校及慈幼英文學校（中五），1994年畢業於香港中文大學社會學系。
1990年代初，慢必和「快必」譚得志合稱「快必慢必」，得到電台高層俞琤賞識，以「快必慢必」組合於商業電台《馬路之友》節目中以搞笑方式報道交通情況，及後兩人一直雙雙合作並且主持節目。1997年，兩人同時兼任主持亞洲電視《一級奸爸爹》節目。
1998年，因譚得志拒絕與亞洲電視續約，陳志全不欲單獨留下亦拒絕續約。2000年5月12日，兩人轉職新城娛樂台，為娛樂新聞節目《點正娛樂》擔任總編輯及《家天下》節目主持。
2007年12月初，陳志全離職新城娛樂台，當時以私人理由請辭電台唱片騎師工作，並且拜上在節目中認識的風水師李居明（九龍塘大師堂老闆）為師，前往日本出家，經過一年多專心修行後，現為大師堂法師之一。

### 從政生涯
2010年起，陳志全開始參與政治，與同道成立選民力量。2011年共同成立人民力量，同年參選區議會敗選。2012年參選立法會勝選，成功當選為香港立法會議員（新界東選區）。他信奉佛教，曾拜日本東密真言宗出家修行。
2010年9月，慢必與林雨陽，劉嘉鴻（劉嗡），歐陽英傑（星屑醫生）和袁彌明組織非政黨社運組織選民力量，準備於2011年香港區議會選舉中狙擊民主黨。9月11日選民力量成員開始擔任香港人網節目網上最大黨主持，陳志全亦在該網主持多個時事評論節目。
2011年6月，香港人網六週年晚會上，創辦人蕭若元宣佈慢必成為香港人網行政總裁，負責一切事務。11月，慢必參加2011年香港區議會選舉，出戰葵青區荔華選區，意圖狙擊李永達，結果以333票落敗。
2012年7月，陳志全、袁彌明代表人民力量報名參選2012年香港立法會選舉新界東，陳志全慢必代前綫為劉慧卿背棄2012雙普選向新界東選民致歉。
2012年8月，人民力量陳志全推出立法會新界東選舉競選網站宣傳參選理念。
2012年9月，陳志全於立法會選舉新界東地方選區中獲選為立法會議員。當選後，他出櫃（為兩岸四地首位出櫃的政治人物），並且表示將會以其親身經歷游說其他議員支持《性傾向歧視條例》，甚至修訂《婚姻條例》，為同性戀者爭取平權。出櫃與否，慢必說根本不存在政治考慮，但落區時多了一點壓力，「出櫃」以後，有社會聲音批評慢必，參選時無主動交代性取向，質疑他有隱瞞甚或欺騙選民之嫌，亦有選民表示如慢必選前即披露，就會投他。
當選之後，陳志全被質疑其經營的香港人網有大量色情資訊，被黃成智、家長及選民聲討，有部分網民建立社交群組反對他，並出資刊登題為「陳志全，請收起你的偽善！」的廣告，以指責其在政綱表示關心青少年、卻在經營網站發放大量淫褻資訊、言行不一的偽善行徑。其於2012年9月辭任行政總裁一職。
2013年4月1日，鑑於《性傾向歧視條例》之立法及諮詢建議無法落實，聯同名人黃耀明、何韻詩、趙式芝及立法會議員何秀蘭等人組建爭取同性戀平權組織「大愛同盟」。
2014年9月28日下午，雨傘革命爆發。陳志全支持及參與民主運動。12月11日中午，金鐘清場，泛民主派全體議員靜坐等待被捕；下午 5時50分，人力主席袁彌明與立法會議員陳偉業、慢必陳志全被捕。
2015年5月下旬，陳志全乘搭港鐵時遇上兩名中年女士以粗言穢語斥責，過程被陳志全拍下並上載至Youtube，引起廣泛關注，其後陳志全到平等機會委員會反映事件。期間，頭條日報的社評指陳志全在議會的行為教壞下一代，稱市民有關言論只是不滿他在議會的表現。結果在6月5日，被陳志全發出律師信控告。
在2016年香港立法會選舉中，再度出選新界東選區，在與社民連梁國雄進行聯合競選及配票下，最後取得該區票數排名第五的45,993票，成功連任。兩人均當選。
2016年9月24日，人民力量執委會通過由陳志全接替辭職的袁彌明，出任人民力量主席。
2020年中，政府表示因應疫情，已決定該屆立法會延任不少於一年。陳志全宣佈不會接受延任，按原定任期只履行職責至9月30日。
2021年5月2日，陳志全宣佈退出人民力量並辭去主席一職，未來亦不會參與任何群眾活動，不再參與任何選舉，亦不會協助進行選舉活動。

### 相關事件

#### 2013年於七一遊行絕食抗爭
2013年7月，陳志全於七一遊行後開始其無限期絕食抗爭，其間堅持出席立法會會議，至7月11日在立法會行政長官答問大會上體力不支而暈倒送院，其後在瑪麗醫院聽從醫生的建議，結束十日的絕食行動。

#### 支持梁國雄參與2017年行政長官選舉
2017年2月8日，社民連梁國雄聯同人民力量陳志全、朱凱廸、劉小麗以及香港眾志羅冠聰召開記者會，公佈參與「2017特首民投」民間提名及參選特首選舉決定，而公民聯合行動今日刊登廣告，宣佈啟動民間特首提名投票。社民連、人民力量、小麗民主教室、朱凱廸團隊及香港眾志發出新聞稿，支持梁國雄出選特首，但由於未達到38000人公民提名的門檻，只有20652人，加上不能取得150個提名入閘，故此其2017年2月25日宣布放棄競選行政長官行動。

#### 2017年行政長官選舉中投白票
2017年3月26日舉行的「2017年行政長官選舉」中，7名民主派選舉委員：梁國雄、劉小麗、朱凱廸、陳志全、邵家臻、張超雄、羅冠聰呼籲投白票。時事評論員古德明認為：「這次行政長官選舉，曾俊華假如僥幸得勝，則港人當可有五年休養生息。只是梁國雄等七人，以『不妥協』為誇。我對他們從此要刮目相看了。」

#### 電郵疑似被政府支持者入侵
2019年7月，香港眾志黃之鋒及人民力量立法會議員陳志全，分別收到Google通知，指他們的Gmail個人賬戶被「受到某些政府支持的入侵者」入侵，類似入侵更只有0.1%用戶會遇到。

#### 反修例運動期間被捕
2019年11月8日，人民力量立法會議員陳志全和另外六名民主派立法會議員被警方預約拘捕，他們被控在2019年5月11日的立法會審議逃犯條例修例的法案委員會會議上，涉嫌襲擊、妨礙或騷擾前往會議廳或於會議廳範圍的議員，涉嫌違反立法會權力及特權條例第19A條。案件11月11日在東區裁判法院提堂。裁判官把案件押後至1月13日再開審，所有被告以現金500元保釋。
2020年1月13日，控方表示，由於該案與上訴庭即將於2020年5月處理的立法會前議員梁國雄2016年「搶文件」案有類近之處，控方須等待該案裁決結果才可處理本案，故將案件押後至8月再訊。辯方沒有反對押後，裁判官遂批准將案件押後至8月28日再訊。

#### 於立法會被郭偉強以拖行式襲擊
2020年5月8日，在內務委員會主席選舉中，泛民主派與建制派議員就著李慧琼是否具備主持會議的合法性問題互相對峙，期間兩派衝突不斷。當中，在下午2時30分會議開始時，秘書等人在保安保護下就座。多名民主派議員隨即繼續在主席台前叫囂，未有停止。期間，工聯會的郭偉強突然走向人民力量的陳志全身邊，並以右手將陳志全扯離主席台方向，令他一度失去平衡，期間郭偉強試圖將陳志全拖行，陳志全其後倒地，郭偉強的黨友麥美娟見狀後立即衝前阻止，熱血公民的鄭松泰及公民黨郭家麒其後亦介入，而陳志全則由其他議員扶起。隨後，工黨主席郭永健在Facebook表示，已經在網上向警方報案，舉報郭偉強在會議襲擊陳志全。
東區民主派區議員分別發聲明譴責郭偉強的行為，民協副主席、深水埗區議員何啟明亦撰文批評郭偉強為「恐怖分子」，又指親建制派的網民盛讚郭偉強是「工聯呂布」，情況有如六七暴動期間商台林彬被左派人士燒死，左派的《新晚報》和《文匯報》稱之為「捷報」和「傑作」一樣。郭偉強事後未有就事件道歉，反稱自己當天是在「當清道夫掃垃圾」
及後，人民力量立法會議員陳志全決定向郭偉強提出私人檢控，並就法律開支舉行眾籌，僅六小時便已達標。陳志全向東區裁判法院提交文件，6月收到法庭通知已受理有關案件，並已向郭偉強發出傳票。
直至11月律政司介入案件，9日正式獲法庭撤控。陳志全斥律政司放生郭偉強，質疑警方及律政司顛倒是非黑白，施襲者不用負上法律責任，將去信律政司要求公開交代不提證供起訴的原因，並表示不排除提出司法覆核，但承認有一定難度。涂謹申認為陳志全的私人檢控絕對有合理勝訴機會，認為律政司介入並不提證供起訴屬於濫權，反映只要屬政治上同一夥，律政司就會偏幫，令人覺得恐怖，批評律政司偏幫政治伙伴，破壞本港法治制度，損害國際投資者對本港法律制度的信心。 

## 現主持節目

### 網上電台
- 《慢談風月》（謎米香港，2013年6月起） [46]YouTube上的慢談風月播放列表
- 《人民主場》（人力頻道）

### 電影
- 《98古惑仔之龍爭虎鬥》
- 《生化壽屍》
- 《新戀愛世紀》
- 《超級整蠱霸王》
- 《緣份有Take Two》

## 著作
- 《騎呢笑話集》快必、慢必、甜筒輝 著
- 《家燕媽媽唱說弟子規》慢必  文字統籌

## 填詞
- 天下無敵我愛你 主唱：曾志偉（《天下無敵獎門人》主題曲）（與快必填詞）